# Kärntner Wappen

Großes Landeswappen von Kärnten

Schild des Kärntner Landeswappens (Kleines Wappen)

Das Wappen Kärntens ist laut Landesverfassungsgesetz vom 11. Juli 1996, mit dem die Verfassung für das Land Kärnten erlassen wurde (Kärntner Landesverfassung – K-LVG), Artikel 6. (2)
„[…] das historische Wappen. Der Schild des Landeswappens ist von Gold und Rot gespalten; vorn sind drei schwarze, rotbezungte und gewaffnete Löwen übereinander, hinten ein silberner Balken. Der gekrönte Spangenhelm mit rot-goldenen Decken trägt zwei goldene Büffelhörner, die außen mit je fünf goldenen Stäbchen besteckt sind, von denen rechts je drei schwarze, links je drei rote Lindenblätter herabhängen.“
Moderne Blasonierung:
„Gespalten von Gold und Rot, vorne pfahlweise drei schreitende rotbezungte und -bewehrte schwarze Löwen, hinten ein silberner Balken. Auf dem gekrönten Spangenhelm mit rot-goldenen Decken zwei goldene Büffelhörner, außen mit je fünf goldenen Stäbchen besteckt, an denen rechts je drei herabhängende schwarze, links je drei rote Lindenblätter.“
Das Kärntner Wappen ist nicht wie die anderen Wappen der alten Kronländer bekrönt, sondern mit Helm und Helmzier dargestellt. Kärnten ist das einzige Bundesland, das offiziell ein Großes Wappen – Vollwappen, mit Helm, Helmzier und Helmdecken – und ein Kleines Wappen – Schild, als solches auch auf der Landesflagge – führt (Wien führt ebenfalls zwei Varianten).
Führung, Verwendung und Schutz von Wappen und Siegel sind im Gesetz vom 19. Juni 1985 zum Schutz des Kärntner Landeswappens und anderer Hoheitszeichen des Landes Kärnten (Kärntner Wappengesetz, LGBl. 69/1985) geregelt, das auf das etwas liberalere (Bundes-)Wappengesetz 1984 reagiert.

## Geschichte
Das Wappen des Herzogtums Kärnten entstand in dieser Form erst nach dem Aussterben der Babenberger 1246 und war ursprünglich ein Anspruchswappen. Herzog Ulrich III. war in erster Ehe mit der Witwe und in zweiter Ehe mit einer Großnichte Herzog Friedrichs II. von Österreich verheiratet und erhob auf dieser Basis Ansprüche auf das babenbergische Erbe, die allerdings nach dem Tod Ulrichs 1269 hinfällig wurden.
Das Wappen zeigt die drei Löwen der Mödlinger Seitenlinie der Babenberger sowie den österreichischen Bindenschild. Diese Löwen sind den drei Löwen der Staufer (wie sie heute wieder im Wappen von Baden-Württemberg vorkommen) sehr ähnlich. Staufer und Babenberger waren so eng versippt, dass sie zu dieser Zeit als eine Familie betrachtet wurden.
Während der Habsburgerzeit, im Besonderen als Kronland, war das Wappen mit dem Herzogshut besetzt.
Die Kärntner Sponheimer führten im 12. und 13. Jahrhundert einen schwarzen Panther auf Silber (Zobelpelzwerk auf Hermelin), von den Farben abgesehen sehr ähnlich dem Wappen der Steiermark. Ob dieser auch als Kärntner Wappen verwendet wurde, ist umstritten. Durch den Einfluss Jožef Šavlis machte die Figur ab den 1980er-Jahren als Karantanischer Panther Furore.

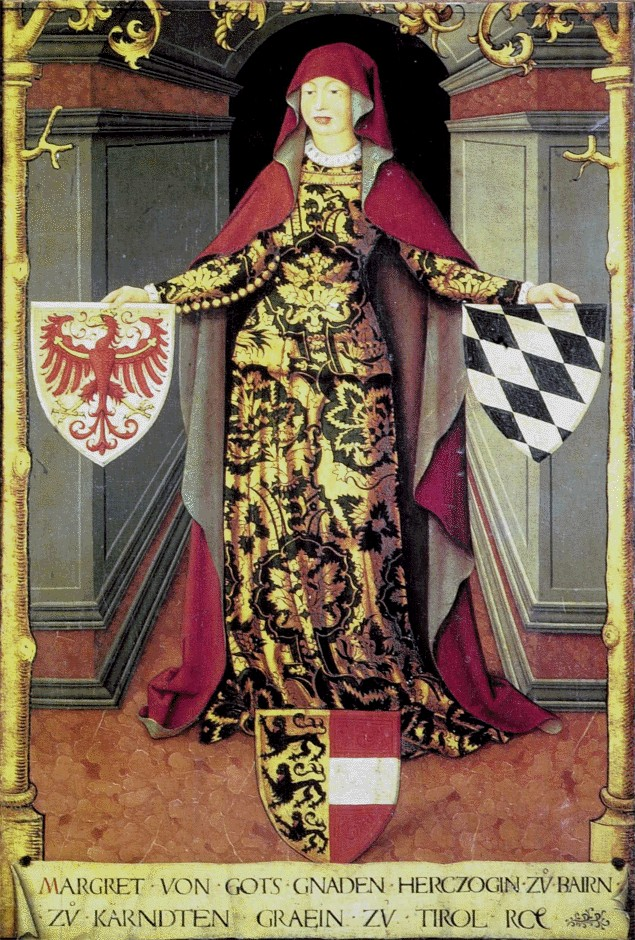
Margarete von Tirol mit dem Kärntner Wappen zu ihren Füßen (Ölgemälde 16. Jahrhundert)
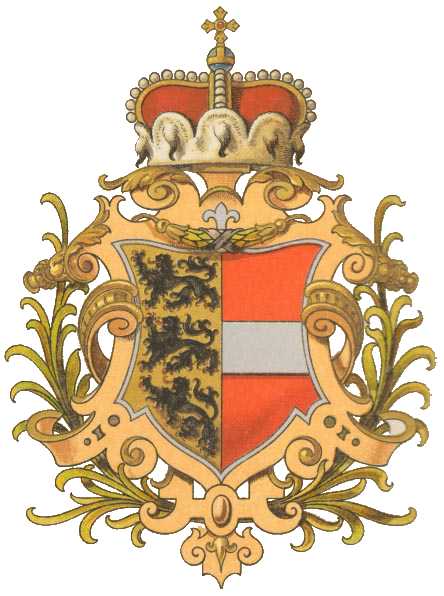
Wappen des Herzogtum Kärntens während der k.u.k. Monarchie